# ローレンス・ラスカー
ローレンス・ラスカー（Lawrence Lasker、1949年10月7日 - ）は、アメリカ合衆国の脚本家。

## 作品
- ウォー・ゲーム　ザ・デッド・コード
- スニーカーズ
- レナードの朝
- トゥルー・ビリーヴァー/はぐれ弁護士の執念
- 飛べ、バージル/プロジェクトX
- ウォー・ゲーム